# Труане
Труане (фр. Troinex) — громада  в Швейцарії в кантоні Женева.

## Географія
Громада розташована на відстані близько 135 км на південний захід від Берна, 4 км на південь від Женеви.
Труане має площу 3,4 км², з яких на 26,4% дозволяється будівництво (житлове та будівництво доріг), 66,4% використовуються в сільськогосподарських цілях, 7,2% зайнято лісами, 0% не є продуктивними (річки, льодовики або гори).

## Демографія
2019 року в громаді мешкало 2520 осіб (+15,3% порівняно з 2010 роком), іноземців було 21,8%. Густота населення становила 735 осіб/км².
За віковим діапазоном населення розподілялося таким чином: 24,2% — особи молодші 20 років, 60,2% — особи у віці 20—64 років, 15,6% — особи у віці 65 років та старші. Було 877 помешкань (у середньому 2,8 особи в помешканні).
Із загальної кількості 529 працюючих 143 було зайнятих в первинному секторі, 76 — в обробній промисловості, 310 — в галузі послуг.